# Margorejo (Dawe)
Margorejo is een bestuurslaag in het regentschap Kudus van de provincie Midden-Java, Indonesië. Margorejo telt 9695 inwoners (volkstelling 2010).